# Étienne Boileau
Pour les articles homonymes, voir Boileau.
Étienne Boileau (Boylesve,, Boilesve ou Boyleaux), né en 1200 ou en 1210, peut-être à Angers, mort en avril 1270, est l'un des premiers prévôts de Paris que l'on connaisse.

## Biographie
Fait prisonnier avec Louis IX durant la septième croisade, Étienne Boileau, racheté par le roi, reçoit la première magistrature de Paris, vers 1254. 
De 1261 à 1270, il est, nommé par le roi Louis IX, prévôt de Paris. Sévère et redouté, il réprime les abus, rétablit les revenus royaux, réorganise les corporations d'arts et métiers, fait inscrire leurs coutumes et règlements ainsi que les octrois perçus et les juridictions de Paris sur un registre, le Livre des métiers, recueil de statuts de métiers parisiens, rédigé en 1268, publié pour la première fois en 1837.
Installé au Grand Châtelet, Boileau cumule les fonctions de receveur des finances, d'officier de police, de juge et d'administrateur. Son traitement est de 300 livres par an. 

## Réalisations
- Règlemens sur les arts et métiers rédigés au XIIIe siècle et connus sous le nom du Livre des métiers d'Étienne Boileau, publiés, pour la première fois en entier, d'après les manuscrits de la Bibliothèque du roi et des archives du royaume, avec des notes et une introduction par Georges-Bernard Depping, Paris, Crapelet, 1837, lxxxvii + 474 p.[6]
  - Le livre des métiers, publié par René de Lespinasse et François Bonnardot, Paris, Imprimerie nationale, 1879 — Copieuse introduction.

## Compléments

### Postérité
- Le manuscrit original a disparu dans un incendie en 1737[6].
- Jean de Joinville dresse de Boileau un portrait très flatteur dans son Histoire de Saint Louis : selon lui, il a appliqué la justice sans considération pour la richesse ou le rang, et débarrassé ainsi la cité de tous ses voleurs et de ses criminels. Il avait fait pendre son filleul, convaincu de vols[7].
- Boileau a sa statue (par Henri Allouard) sur la façade de l'hôtel de ville de Paris[8].